# سليم بن قيس بن قهد
سليم بن قيس بن قهد بن قيس بن ثعلبة الخزرجي الأنصاري صحابي جليل من قبيلة الخزرج من الأنصار قال ابن سعد: «شهد سليم بن قيس بدراً وأحداً والخندق والمشاهد كُلَها مع النبي محمد صلى الله عليه وسلم وتوفي في خلافة عثمان بن عفان». وهو أخو الصحابية خولة بنت قيس زوجة الصحابي حمزة بن عبد المطلب رضي الله عنهم.